# Сергеева, Надежда Юрьевна
Наде́жда Ю́рьевна Серге́ева (род. 12 марта 1994, Торхлово, Чувашия), в девичестве Лео́нтьева — российская легкоатлетка, специалистка по спортивной ходьбе. Выступает на профессиональном уровне с 2010 года, победительница и призёрка первенств всероссийского значения, крупных международных стартов. Представляет Чувашию и Московскую область. Мастер спорта России международного класса.

## Биография
Надежда Сергеева родилась 12 марта 1994 года в деревне Торхлово Ядринского района Чувашской Республики.
Занималась лёгкой атлетикой в Ядринской детско-юношеской спортивной школе, Республиканской специализированной детско-юношеской спортивной школе олимпийского резерва № 8 по спортивной ходьбе, окончила Чебоксарское среднее специальное училище олимпийского резерва. Проходила подготовку под руководством тренеров Л. В. Тихоновой, В. С. Злобина, П. И. Богатырёва.
Впервые заявила о себе на международном уровне в сезоне 2010 года, когда вошла в состав российской сборной и выступила на летних юношеских Олимпийских играх в Сингапуре, где выиграла бронзовую медаль в ходьбе на 5000 метров
В 2011 году в ходьбе на 5000 метров взяла бронзу на юношеском мировом первенстве в Лилле.
В 2012 году стартовала среди юниорок на домашнем Кубке мира по спортивной ходьбе в Саранске — завоевала бронзовую награду в личном зачёте 10 км и вместе с соотечественницами победила в командном зачёте 10 км. На юниорском мировом первенстве в Барселоне получила серебро в ходьбе на 10 000 метров.
В 2013 году выиграла личный и командный юниорские зачёты на Кубке Европы по спортивной ходьбе в Дудинце, заняла четвёртое место на юниорском европейском первенстве в Риети.
В 2015 году принимала участие в молодёжном европейском первенстве в Таллине, где в ходьбе на 20 км показала четвёртый результат.
В 2019 году выиграла бронзовую медаль в дисциплине 20 км на чемпионате России по спортивной ходьбе в Чебоксарах.
В феврале 2021 года на командном чемпионате России по спортивной ходьбе в Сочи установила свой личный рекорд на дистанции 20 км — 1:28:27.
За выдающиеся спортивные достижения удостоена почётного звания «Мастер спорта России международного класса».